# Крылов, Андрей Прохорович
Андрей Прохорович Крылов (1738 — 17 (28) марта 1778) — российский офицер, один из руководителей обороны крепости в Яицком городке в ходе Пугачёвского восстания, отец поэта-баснописца И. А. Крылова.

## Биография

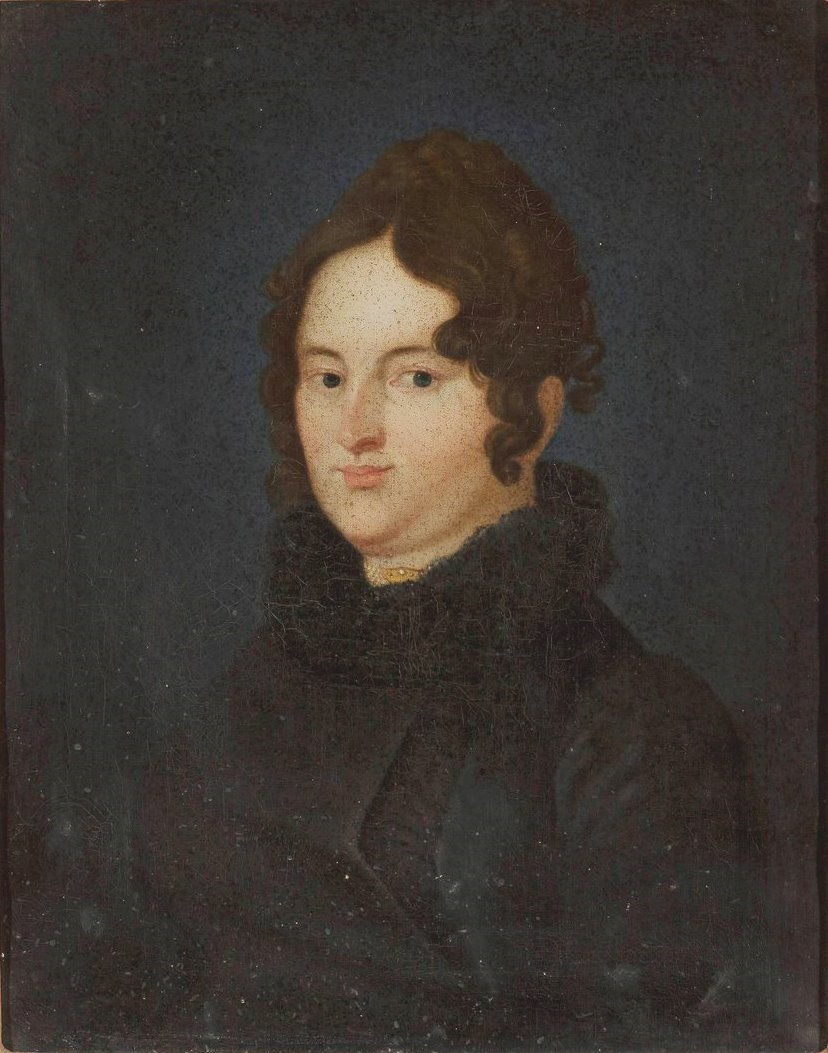
Портрет Марии Алексеевны Крыловой работы неизвестного художника, XIX в.

Андрей Крылов, по происхождению «из обер-офицерских детей», был записан на военную службу в Оренбургском гарнизонном батальоне в 1752 году, с этого момента вся его служба проходила в частях и крепостях Оренбургского корпуса. В 1759 году был произведён в сержанты, в 1764 — в прапорщики, в 1766 — в поручики. В 1769—1770 годах в составе Оренбургского драгунского полка был направлен на прикаспийскую кавказскую границу России в связи с начавшейся русско-турецкой войной. По возвращении был назначен на одну из обер-офицерских должностей в 6-ю лёгкую полевую команду, расквартированную в Оренбурге. 1 (12) марта 1772 года был произведен в капитаны.
В мае 1772 года 6-я лёгкая полевая команда была включена в состав карательной военной экспедиции генерала Фреймана, направленной на подавление восстания яицких казаков. После поражения восставших, из двух полевых команд — 6-й и 7-й был организован правительственный гарнизон под командованием подполковника И. Д. Симонова, в руки которого перешло управление мятежным Яицким войском. Во время службы Крылова в Яицком городке его семья — жена Мария Алексеевна и сын Иван оставались жить в Оренбурге.

### Участник обороны Яицкой крепости
Присутствие правительственного гарнизона в Яицком городке не сбило повстанческие настроения яицких казаков. Появление в войске Пугачёва, назвавшего себя спасшимся «императором Петром III», привело к новому выступлению казаков. 18 (29) сентября 1773 года, на второй день восстания, отряд пугачёвцев подошёл к Яицкому городку. Большинство казаков «войсковой стороны» готовы были присоединиться к товарищам, и лишь угрозы Симонова сжечь дома перебежчиков и расправиться с их семьями оставили многих из казаков в нерешительности. Навстречу Пугачёву Симонов отправил отряд под командой премьер-майора Наумова, командира 6-й лёгкой полевой команды, контролировать действия казаков отряда было поручено капитану Крылову. Казаки наотрез отказались повязывать на руку повязки, которые отличали бы их от восставших, между двумя противостоящими отрядами началось беспорядочное движение для обмена новостями. Когда от Пугачёва прибыли посланники с указом «государя-амператора», командиры правительственного отряда отказались зачитывать его казакам, а Крылов, который пробежал его глазами, спрятал указ в карман со словами: «Пропали вы, войско Яицкое!». Казаки обступили Крылова с драгунами с криками возмущения, так что он почёл за лучшее отъехать с драгунами прочь. Как рапортовал позднее Крылов: «Имея перед собою бунтовщиков ста в трёх, а переметчиками знатно увеличившуюся толпу, також и на своей стороне яицких мятежников сот до четырёх и более, а всех неприятелей без малого до тысячи человек, не мог иного предпринять, как… помалу отступать назад»
Отряд Пугачёва, после безуспешных приступов городка, отбитых с помощью артиллерии, ушёл вверх по Яику к Оренбургу. Симонов не решился отправить отряд для преследования мятежников, так как обоснованно опасался, что оставшиеся в городе казаки могут в любой момент присоединиться к Пугачёву. Был отдан приказ к началу строительства внутренней городовой крепости, в которой при случае правительственный гарнизон мог бы держать оборону. Так как по приказу оренбургского губернатора Рейнсдорпа Симонов отправил в Оренбург часть солдат во главе с премьер-майором Наумовым, командование оставшейся частью 6-й полевой команды перешло к капитану Крылову. Он же был одним из главных распорядителей при строительстве укреплений городовой крепости, так что яицкие казаки, ожидавшие возвращения Пугачёва, говорили между собой: «…а Крылову уже неотменно быть убитым потому, что де он на работе наших казаков изнуряет…».
30 декабря 1773 (10 января 1774) года к Яицкому городку подошёл отряд пугачёвского атамана М. П. Толкачёва, радостно встреченный подавляющим большинством населения. Солдаты правительственного гарнизона, оставшиеся верными правительству казаки, а также их жены и дети, укрылись в городовой крепости, началась её осада, продлившаяся в итоге три с половиной месяца. В своей «Истории Пугачёва» А. С. Пушкин называл Крылова офицером «решительным и благоразумным», душой и истинным руководителем обороны, в отличие от безвольного и трусоватого Симонова. Возможно, что Пушкин, в апреле 1833 года беседовавший с И. А. Крыловым и записавший его воспоминания о событиях тех лет, был небеспристрастен, но косвенно эти оценки Симонова подтверждаются в донесениях следователя секретной следственной комиссии капитана-поручика С. И. Маврина, писавшего летом 1774 года своим руководителям П. С. Потёмкину и В. В. Долгорукову, что Симонов — человек робкий, трусливый и «шумный от хмелю души. Что с сим дураком делать, право, не знаю».
В марте-апреле 1774 года, когда гарнизон и население осаждённой крепости страдали от голода, женщины и дети, а также часть раненых решились выйти за вал «ретраншмента» и сдаться на милость осаждавших казаков, но те не пропустили их за свои защитные ограждения, заставив вернуться в крепость. К этому времени осаждённые имели из еды лишь мясо убитых и павших лошадей, вмёрзших в лёд, но и это мясо было невозможно приготовить, так как в крепости полностью исчерпался запас дров. Казаки с помощью воздушного змея послали Симонову требование о сдаче. Капитан Крылов несколько раз выходил за вал для переговоров с атаманом Перфильевым. К удивлению Перфильева, Крылов не только не стал слушать предложений о сдаче, а сам стал увещевать его одуматься, оставить Пугачёва и вспомнить «то высочайшее повеление, с коим он отправлен из Петербурга от всемилостивейшей Государыни» (Перфильеву в Петербурге было поручено уговорить казаков выдать Пугачёва).

### После осады
Осада крепости была снята 16 (27) апреля 1774 года с приходом в Яицкий городок правительственного корпуса генерала П. Д. Мансурова. В отличие от Симонова, награждённого императрицей имением c тремя стами душ крестьян, Крылов по части наград остался обойдённым. Семья капитана Крылова, также перенёсшая тяготы осады в Оренбурге, вскоре переехала к нему в Яицкий городок. И. А. Крылов вспоминал, что казацкие и солдатские дети каждый день играли в «пугачёвщину», дети делились на городовую и бунтовскую стороны, и он, как сын капитана Крылова, конечно же вёл в бой «правительственные» отряды. Детские бои были столь ожесточёнными, что в конце концов взрослые вынуждены были запретить их. Тем временем, в начале августа 1774 года капитан-поручик С. И. Маврин привлёк капитана Крылова в помощь к работе секретной следственной комиссии, сообщив об этом П. С. Потёмкину: «Сей достойный офицер, долгое время здесь жительствующий и сведущий о многих порядках, мне надобен». Крылов участвовал в допросах пленных пугачёвцев, в том числе — в допросах атаманов Чумакова, Творогова и Федулёва, выдавших Пугачёва правительству. 16 (27) сентября 1774 года Крылов участвовал в допросе самого Пугачёва. Работа в следственной комиссии продлилась до конца октября 1774 года, пока Маврин не отбыл в Казань.
В марте 1775 капитан Крылов решился подать рапорт об отставке с военной службы «по слабости здоровья», который был принят Военной коллегией, и указом от 28 апреля (9 мая) 1775 года он был уволен от службы. В том же году Крылов переехал с семьей из Уральска в Тверскую губернию, где начал «статскую службу», сначала в палате уголовного суда Тверского наместничества, затем получил должность председателя Тверского губернского магистрата. Андрей Прохорович записал в гражданскую службу и 8-летнего сына, сначала подканцеляристом в Калязинский уездный суд, затем в Тверской магистрат. Как вспоминал И. А. Крылов, он был нерадивым чиновником и больше времени проводил за чтением, так что повытчик, заставая его за книгою, награждал подзатыльниками и жаловался отцу, который также его наказывал, хотя любовь к чтению перешла к сыну от него. Вспоминая отца, И. А. Крылов говорил, что тот, переезжая во время своей военной службы из гарнизона в гарнизон, всюду возил с собой сундук, набитый книгами, но из-за рвения к службе времени на чтение их ему почти не оставалось. Этот сундук впоследствии стал единственным наследством, оставшимся Ивану Андреевичу от отца. В те времена в чиновничьей среде даже самая небольшая личная библиотека была большой редкостью. Андрей Прохорович Крылов умер 17 (28) марта 1778 года, оставив свою семью в тяжёлом финансовом положении. Все хлопоты его вдовы Марии Алексеевны о назначении пенсии, в том числе прошения на «высочайшее имя» с просьбой учесть беспорочную службу мужа, остались без ответа.

## Автор мемуаров «Оборона крепости Яик от партии мятежников»
В 1824 году в двух номерах журнала «Отечественные записки» были опубликованы анонимные мемуары участника обороны городовой крепости в Яицком городке. Публикация была подготовлена известным журналистом и редактором П. П. Свиньиным, записки очевидца имели дату написания 15 мая 1774 года, всего месяц спустя снятия осады, и принадлежали явно одному из офицеров гарнизона. Сведения из этой публикации были использованы А. С. Пушкиным при написании «Истории Пугачёва», в примечаниях Пушкин называл «Оборону крепости Яика» весьма замечательной статьёй, которая несет на себе «печать истины, неукрашенной и простодушной». В 1880 году другой известный литератор и историк П. И. Бартенев издал эти записки, но не в виде мемуарных воспоминаний, а в виде частного письма неизвестного, датированного тем же числом 15 мая 1774 года. Сравнение двух текстов показало, что более поздняя публикация представляла собой подлинное письмо с особенностями языка и стиля XVIII века, а публикация Свиньина была его литературной обработкой, применительно к нормам стиля и грамматики первой четверти XIX века, а также со многими сокращениями в тексте.
Как отмечал советский историк Г. Блок, Пушкину анонимный автор записок более всего пришёлся по душе, и он цитировал его в «Истории Пугачёва» больше, чем кого-то бы ни было. Причём в большинстве случаев цитаты были приведены почти дословно, Пушкин изменил лишь совершенно устаревшие в его время речевые обороты.
В 1970-х годах историком Р. В. Овчинниковым было сделано предположение, что автором воспоминаний мог быть капитан А. П. Крылов, что было подтверждено источниковедческими изысканиями. Идентифицировать автора помогли некоторые бесспорные автобиографические моменты в тексте записок. По высказываниям автора письма видно, что он был не просто активным участником обороны крепости, но и одним из её руководителей. При этом это не мог быть подполковник Симонов, так как действия Симонова в письме описываются от третьего лица. Симонов был командиром 7-й лёгкой полевой команды, а автор писал, что возглавлял 6-ю лёгкую полевую команду, Крылов возглавил её после отправки майора Наумова с частью команды в Оренбург. В записках рассказывается о рейде по поиску мятежных отрядов, возглавляемом автором и предпринятом в канун начала осады 26 декабря 1773 года. В архивах сохранился рапорт Крылова Симонову от 28 декабря о результатах рейда. Если авторство Крылова было доказано данными обстоятельствами, то личность адресата письма остаётся под сомнением. Крылов обращался к адресату с титулом «Ваше высокоблагородие», из текста письма ясно, что они были хорошо знакомы по совместной службе в Оренбурге в предшествующие восстанию годы. Эти факты позволили Овчинникову предположить, что письмо могло быть адресовано премьер-майору С. Л. Наумову, командиру 6-й команды, либо статскому советнику П. И. Рычкову. В пользу последней версии свидетельствует то, что в это же время Рычков активно собирал документы и записки современников для подготовки собственной «Осады Оренбурга». Используя чужие дневники, Рычков скрывал имена их авторов, дабы не навлечь на них гнева императрицы Екатерины II, повелевшей предать события бунта забвению. По этим же причинам в это время анонимно издал свой труд о Пугачёвщине академик Миллер, состоявший в активной переписке с Рычковым. Были у Рычкова опасения вызвать неудовольствие и оренбургского губернатора Рейнсдорпа, написавшего однажды о хронике Рычкова: «…для меня его хартия до сих пор остаётся тайною, из чего с уверенностью вывожу, что он, по своему обыкновению, наполнил её сказками и лжами». Пушкин, использовавший для своего исторического труда воспоминания Ивана Андреевича Крылова об отце и его собственном детстве в осаждённом Оренбурге, остался в неведении, что так ему понравившаяся статья об осаде Яицкой крепости принадлежала отцу баснописца.